# Surfside
Surfside é uma vila localizada no estado americano da Flórida, no condado de Miami-Dade. Foi incorporada em 1935.
Em 24 de junho de 2021 ocorreu o Colapso de edifício em Surfside

## Geografia
De acordo com o United States Census Bureau, a vila tem uma área de 2,4 km², onde 1,5 km² estão cobertos por terra e 1 km² por água.

### Localidades na vizinhança
O diagrama seguinte representa as localidades num raio de 8 km ao redor de Surfside.

## Demografia
Segundo o censo nacional de 2010, a sua população é de 5 744 habitantes e sua densidade populacional é de 3 890,8 hab/km². Possui 3 890 residências, que resulta em uma densidade de 2 635 residências/km².

## Geminações
A cidade de Surfside está programando, ainda para o primeiro semestre de 2014, a geminação com a seguinte municipalidade:
- Newtown, Connecticut, Estados Unidos

En 24 de junho de 2021 ocorreu o Colapso de edifício em Surfside